# Jesion mannowy
Jesion mannowy (Fraxinus ornus) – gatunek drzewa z rodziny oliwkowatych. Występuje naturalnie na terenie Europy Południowej i Środkowej oraz w Azji Zachodniej (Liban, Syria, Turcja). Jest uprawiany w wielu krajach, również w Polsce.

## Morfologia

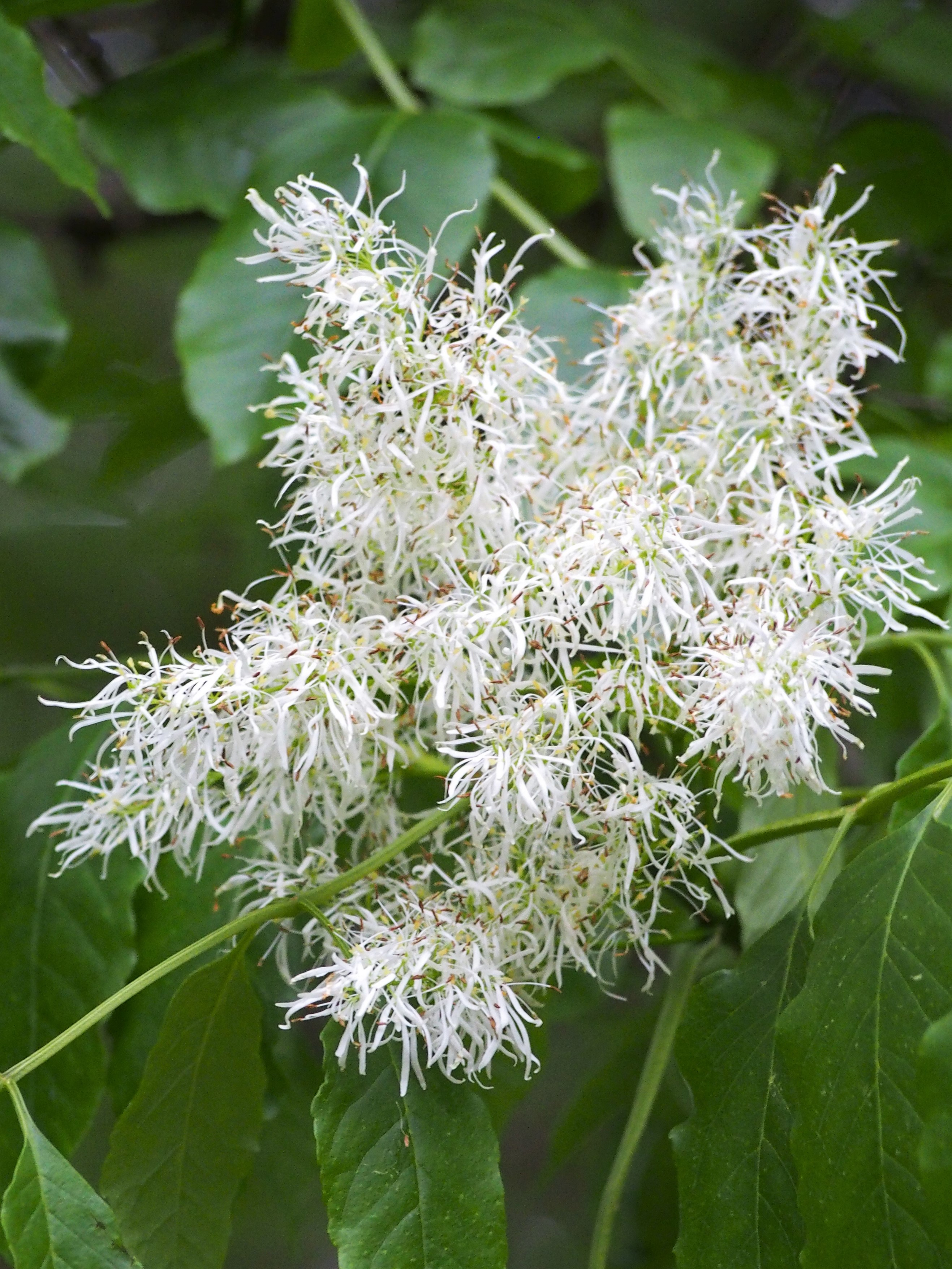
Kwiaty

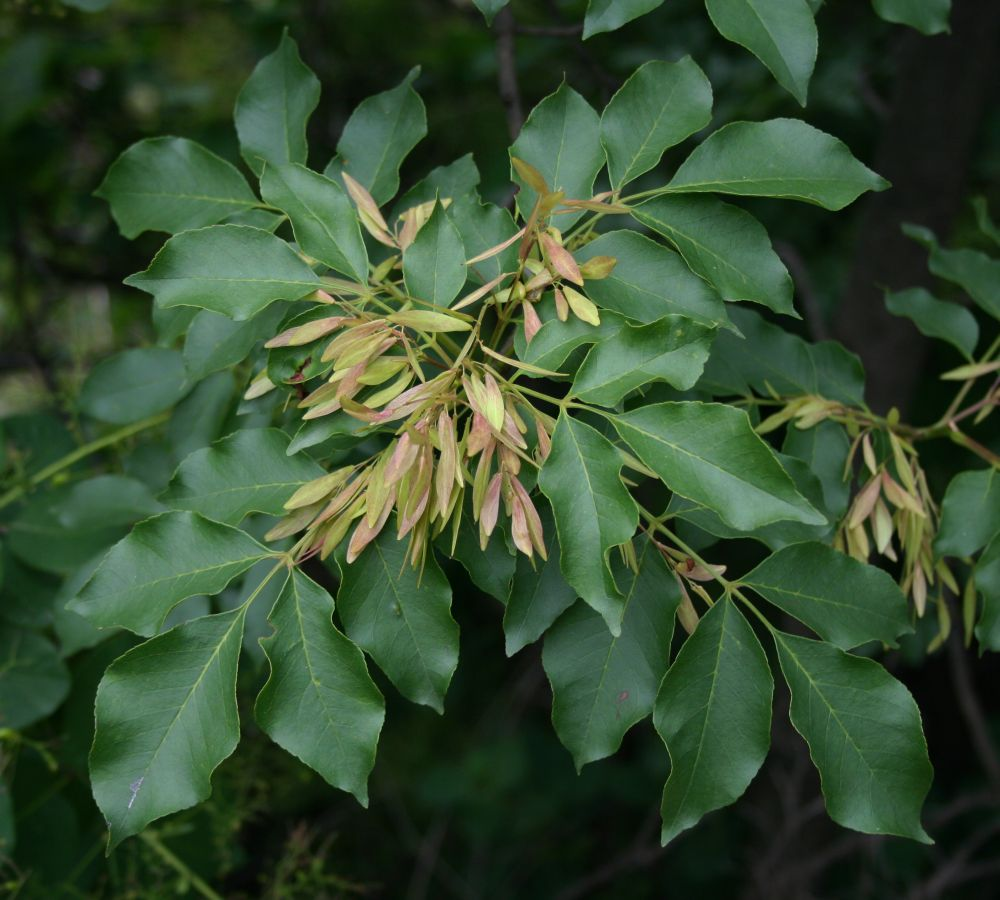
Owoce i liście

PokrójKrzew lub małe drzewo (w warunkach naturalnych dorasta do 20 m).
LiściePierzaste, listki jajowate, na brzegach piłkowane.
KwiatyZebrane są w szczytowych wiechach.
OwoceSkrzydlaki.

## Zastosowanie
Po nacięciu gałęzi wydobywać się zaczyna sok, który na wolnym powietrzu tworzy żółtobiaławe ziarenka zwane manną. Jest ona wykorzystywana w lecznictwie. Drewno wykorzystywane jest w stolarstwie i meblarstwie. Jest też uprawiany w parkach jako roślina ozdobna.